# The Width of a Circle
The Width of a Circle is een nummer van de Britse muzikant David Bowie, uitgebracht als de eerste track op zijn album The Man Who Sold the World uit 1970.

## Achtergrond
Het nummer is te verdelen in twee delen. In de tweede helft komen veel R&B-invloeden tevoorschijn, terwijl de verteller van het nummer een seksuele ontmoeting heeft met een bovennatuurlijk wezen - God, de duivel of iemand anders - in de diepten van de hel.
Het nummer werd tweemaal uitgevoerd tijdens een sessie voor de BBC, op 5 februari en 25 maart 1970, waarbij de eerste versie in 2000 op het album Bowie at the Beeb verscheen. In deze versie was alleen het eerste deel van het nummer te horen - het tweede deel moest nog geschreven worden. In live-uitvoeringen tijdens de Ziggy Stardust Tour duurde het nummer meestal tien minuten tot een kwartier, mede door een gitaarsolo van Mick Ronson die tevens door Bowie gebruikt werd als het moment om van kostuum te wisselen. Live-uitvoeringen werden uitgebracht op de albums Santa Monica '72, Ziggy Stardust - The Motion Picture en David Live. Daarnaast speelde Bowie's begeleidingsband The Spiders from Mars het nummer tijdens het Mick Ronson Memorial Concert in 1994 ter nagedachtenis aan de aan kanker overleden gitarist. Naast Trevor Bolder en Mick Woodmansey, originele leden van de band, brachten Joe Elliot (Def Leppard), Billy Rankin (Nazareth) en Nicky Graham (pianospeler tijdens Bowie's Ziggy Stardust Tour) het nummer ten gehore.

## Muzikanten
- David Bowie: zang, akoestische gitaar
- Mick Ronson: elektrische gitaar, achtergrondzang
- Trevor Bolder: basgitaar, achtergrondzang
- Mick "Woody" Woodmansey: drums